# جامعة كييف الوطنية للتجارة والاقتصاد
جامعة كييف الوطنية للتجارة والاقتصاد مؤسسة تعليم عالي أوكرانية، (بالأوكرانية: Київський національний торговельно-економічний університет) هي جامعة تقع في كييف عاصمة أوكرانيا. أُسِّسَت هذه الجامعة في سنة 1946.